# Similosodus ursuloides
Similosodus ursuloides là một loài bọ cánh cứng trong họ Cerambycidae.